# Nyoundem
Nyoundem ou Nyoudem est un village du Cameroun, rattaché à la commune de Nyanon, situé dans le département de la Sanaga-Maritime et la région du Littoral. 

## Population et développement
En 1967, la population de Nyoundem était de 384 habitants, essentiellement des Basso. La population de Nyoundem était de 496 habitants dont 250 hommes et 246 femmes, lors du recensement de 2005. 